# Echinopsis angelesiae
Echinopsis angelesiae là một loài thực vật có hoa trong họ Cactaceae. Loài này được (R.Kiesling) G.D.Rowley mô tả khoa học đầu tiên năm 1978 publ. 1980.